# Mùa hè lạnh
Mùa hè lạnh (tiếng Anh: Cold Summer) là một bộ phim điện ảnh Việt Nam năm 2012 do Ngô Quang Hải đạo diễn, kịch bản Ngô Quang Hải và Hai Ngo. Phim có sự tham gia của Hà Việt Dũng, Lý Nhã Kỳ, Midu và Hồ Kiểng. Phim được công chiếu ngày 21 tháng 12 năm 2012.

## Phân vai
- Lý Nhã Kỳ vai Hoa
- Hà Việt Dũng vai Kiên
- Midu vai Nhâm

## Nội dung
Nội dung của Mùa hè lạnh bắt đầu kể từ khi nhân vật Kiên quyết tâm vào Sài Gòn để tìm kiếm người mẹ đã bỏ đi theo tâm niệm của người cha quá cố. Tại mảnh đất xa lạ này, anh đã gặp gỡ và có quan hệ với hai người phụ nữ. Một người là Hoa, vợ của ông chủ khách sạn nơi Kiên thuê, có khát khao cháy bỏng về thể xác. Người còn lại là Nhâm, cô sinh viên ngây thơ, trong sáng, yêu Kiên ngay từ lần đầu gặp mặt. Cả hai người phụ nữ này đã mang lại cho Kiên tình yêu và những dục vọng mà anh chưa từng trải nghiệm. Tuy nhiên, chính chàng trai trẻ lại không lường trước được những nguy hiểm của mối quan hệ tình ái tay ba đó. Một ngày nọ, ông Quảng chủ khách sạn đột ngột qua đời vì bị người xấu hãm hại. Cơ quan công an vào cuộc và tổ chức hàng loạt các cuộc thẩm vấn, từ đó hé lộ ra những khoảng tối khó ngờ của những người xung quanh ông Quảng, nhằm tìm ra ai là kẻ đứng sau tội ác vô nhân tính đó.